# Coproica lugubris
Coproica lugubris är en tvåvingeart som först beskrevs av Alexander Henry Haliday 1836.  Coproica lugubris ingår i släktet Coproica och familjen hoppflugor. Arten är reproducerande i Sverige. Inga underarter finns listade i Catalogue of Life.